# 괴체진서 제로
괴체진서 제로(일본어: 怪体真書Ø 카이타이신쇼 제로[*])는 일본의 만화가 켄모츠 치요의 연재 만화이다. 7권까지 연재되었으며, 대한민국에는 서울문화사를 통해 정식 발매되었다.